# Buggerru
Buggerru est une commune italienne d'environ 1 100 habitants (en 2016) située dans la province du Sud-Sardaigne, dans la région Sardaigne.
En raison de la richesse de son sous-sol en minerai, la commune a joué un grand rôle dans l'histoire minière de Sardaigne.

## Géographie
Le village est constitué de maison disposées dans la vallée de Bugerru, vallée qui s'ouvre sur la mer via un petit port de pêche et de plaisance constitué d'un bassin protégé par une double jetée.
Le contexte géomorphologique est celui d'un région méditerranéenne montagneuse littorale, dominée par la « chaine de malfidano » qui a donné son nom à la mine la plus importante de la région. Le paysage est aride et karstique, depuis longtemps déforestée.

## Histoire
Le développement de la commune (créée en 1864 en tant que commune minière) est entièrement lié à la découverte de minerai de plomb et de zinc dit "calamine"  par Giovanni Eyquem dans les montagnes des environs. Cette même année est créée une société anonyme pour exploiter cette ressource, la Società Anonima delle Miniere di Malfidano. Le village semble avoir aussi été dénommé "le petit Paris",
- En 1877, la Société des Minerais en Sardaigne commence à construire un lavoir à minerai, sur la falaise elle-même face à la mer. L'exploitation industrielle peut commencer. Le développement de l'industrie minière dans le sud de la Sardaigne est facilité par la présence conjointe de minerais de métaux et de charbon ; dans le bassin minier du Cagliaritano. La population va alors connaître une très forte croissance.
- L'année 1904 est marquée par la « tuerie de Buggerru » (ou « massacre de Buggerru ») qui s'est déroulée le 4 septembre 1904[6]. Ce jour-là eut lieu la répression d'une grève des travailleurs de la mine Malfidano. Ces derniers protestaient contre une réduction de leurs temps de pose imposée par le directeur de la mine Achilles Giorgiades, nommé par la « Société anonyme des mines de Malfidano » ; 
Cette grève locale avait été annoncée par les mineurs (par Alcibiade Battelli, secrétaire de la Ligue de résistance de Buggerru)[7] dès qu'ils apprirent que le directeur leur imposait un changement d'horaire. De son côté, le directeur avait fait venir deux compagnies de carabiniers armés de fusils et baïonnettes, qu'il avait obtenu de la préfecture pour contrôler et de maintenir l'ordre public, à la suite d'un vol de dynamite (selon les explications du ministre de l'intérieur, postérieures aux événements)[8]. La manifestation qui devait être pacifique a rapidement dégénéré à la suite d'un jet de pierre dirigé vers les fenêtres de l'atelier du charpentier de la mine, pour se terminer par un ordre de feu et des coups de feu tirés par les militaires[9]). Le 4 septembre, trois des mineurs grévistes Felice Littera, Salvatore Montisci et Giustino Pittau ont été tués, et un quatrième (Giovanni Pilloni) est mort un mois plus tard, de blessures non soignées[9]. Cette répression n'était pas la première dans le sud de la Sardaigne, mais les tensions politiques du moment entraînèrent la CGdL à le présenter comme énième exemple d'injustice patronale[10] ainsi déclenchant la première grève générale de toute l'Italie, le 16 septembre 1904[11]. 
La version officielle, du gouvernement de l'époque (par la voix de M. Giolitti, ministre de l'intérieur et président du Conseil italien) était que « ce sont les grévistes qui ont attaqué les soldats envoyés pour maintenir l'ordre public ; gravement menacé par un vol de dynamite. Attaqués, les soldats, sans ordres de leurs supérieurs ont fait spontanément usage de leurs armes pour se défendre »[8] ; « il s'est agi d'un conflit avec la force publique, qui se trouvait normalement sur les lieux »[8]. Le Préfet a été mission né pour conduire une enquête, alors que le commandant des carabiniers mettait en état d'arrestation les militaires coupables[8], mais cela n'a pas empêché la grève générale. 
Un monument a été (récemment) fait à la mémoire de ces morts, dans un jardin de la commune, par le sculpteur italien Giuseppe Dessi ; il est constitué de la représentation en pierre de 3 corps humains allongés dans l'herbe.
- En 1928, la société Pertusola prend en charge les mines de Buggerru[4] ;
- En 1955, la société Piombo Zincifera Sarda prend en charge les mines de Buggerru[4] ;
- En 1977, les filons de minerais sont épuisés, la station de lavage ferme[4] ;
- Aujourd'hui, la commune vit principalement du tourisme qui valorise les paysages et quelques plages locales, le Canyon et les mines de Malfidano, la galerie et la Galerie Henry (galerie de roulage de 50 m de long en bordure de mer), le port et sa marina ainsi que quelques autres reliques et installations minières que l'on peut visiter, de même que les ruines d'anciens villages de mineurs (Caitas, Malfidano, Planedda et Monte Regio).

## Administration
| Période                                  | Période  | Identité         | Étiquette | Qualité |
| ---------------------------------------- | -------- | ---------------- | --------- | ------- |
| 10 juin 2006                             | En cours | Marinella Atzori |           |         |
| Les données manquantes sont à compléter. |          |                  |           |         |

### Hameaux
San Nicolò, Portixeddu, Is Ortus De Mari, Piscina Morta, Grugua, Cala Domestica, Caitas, Plano Sartu, Candiazzus, Su Fundu Mannu

### Communes limitrophes
Fluminimaggiore, Iglesias

### Évolution démographique
Habitants recensés